# Cap Kriguygun
Le cap Kriguygun ou Mys Kriguygun est un cap russe situé à l'est de la péninsule Tchouktche (Sibérie extrême orientale). Il sépare la baie Saint Laurent au nord de la baie Mechigmen au sud.
Le cap Kriguygun est un point référence pour la navigation. Un phare est situé à son niveau.

## Géographie
Le cap Kriguygun est un cap à l'est de la péninsule Tchouktche.
Le cap sépare la baie Saint Laurent (au fond de laquelle se situe la localité Lavrentia) située au nord de la baie Mechigmen au sud.

## Navigation et sécurité
Le cap Kriguygun est un point référence pour la navigation dans les eaux sibériennes.
Afin d'assurer la sécurité des bateaux croisant dans la zone, un phare se trouve au niveau du cap. D'une hauteur d'environ 9 mètres, le phare est une tour pyramidale blanche avec une bande noire verticale. Le signal est un flash d'une fréquence de 0,25 hertz. Son plan focal est de 22 mètres.